# Étude de la Shoah

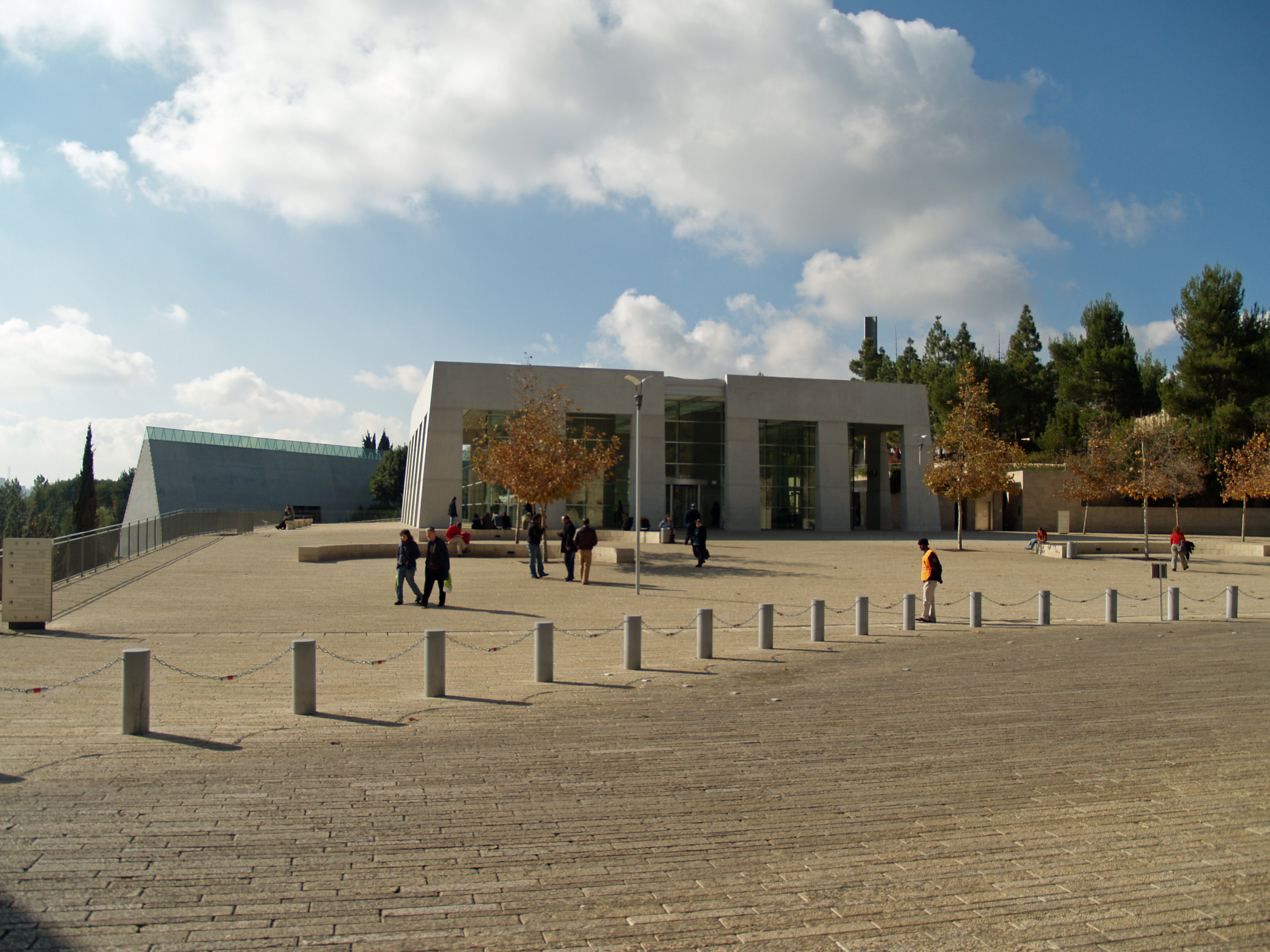
Musée Yad Vashem

L'étude de la Shoah, aussi appelée recherche sur la Shoah, est une discipline universitaire qui porte sur la recherche et l'étude de l'histoire de la Shoah. Les institutions consacrées à ce thème analysent les aspects multidisciplinaires sous l'angle de la méthodologie, de la démographie, de la sociologie et de la psychologie. Ce domaine de recherche couvre aussi les études sur le Troisième Reich, la Seconde Guerre mondiale, l'histoire du peuple juif, la religion, les relations entre judaïsme et christianisme, la théologie après la Shoah, l'éthique, la responsabilité sociale ainsi que sur les génocides à l'échelle mondiale. Ce champ d'étude et de recherche recense aussi les expériences des survivants de la Shoah, les droits de l'homme, les relations internationales, la culture juive, le judaïsme et l'identité juive dans le monde postérieur à la Shoah.

## Centres de recherche
Il existe un éventail de centres de recherches et de programmes universitaires consacrés à la recherche sur la Shoah :
- Mémorial de la Shoah à Paris
- United States Holocaust Memorial Museum à Washington
- Center for Holocaust and Genocide Studies, Université du Minnesota
- European Holocaust Research Infrastructure (en), financé par l'Union européenne
- Fritz Bauer Institute à Francfort-sur-le-Main (nommé en mémoire de Fritz Bauer)
- Holocaust and Genocide Studies, revue universitaire d'Oxford Academic.
- International Institute for Holocaust Research de Yad Vashem à Jérusalem
- Polish Center for Holocaust Research (en) à l'Académie polonaise des sciences de Varsovie
- Université de Stockton (en) qui a proposé pour la première fois aux États-Unis, en 1999, un diplôme de maîtrise sur la Shoah et les génocides
- Uppsala Programme for Holocaust and Genocide Studies (en) à Uppsala
- Institut viennois Wiesenthal d'études sur la Shoah

## Experts
Des experts célèbres ont consacré leurs travaux et leur carrière à l'étude de la Shoah :
- H. G. Adler (1910–1988), Juif tchécoslovaque et survivant de la Shoah, devenu l'un des premiers experts sur le sujet.
- Hannah Arendt (1906–1975), théoricienne politique germano-américaine, connue pour l'expression « banalité du mal » (banality of evil) appliquée à Adolf Eichmann.
- Yehuda Bauer (né en 1926), historien israélien né en Tchécoslovaquie et spécialiste de la Shoah et de l'antisémitisme.
- Doris Bergen (en) (née en 1960), universitaire canadienne et historienne de la Shoah.
- Michael Berenbaum (né en 1945), rabbin et expert américain, spécialisé dans l'étude de la mémoire de la Shoah. Entre 1988 et 1993, il est chef de projet à l'United States Holocaust Memorial Museum.
- Christopher Browning (né en 1944), historien américain de la Shoah, connu pour son ouvrage Ordinary Men: Reserve Police Battalion 101 and the Final Solution in Poland, enquête sur le 101e bataillon de réserve de la police allemande qui a commis des massacres de Juifs en Pologne.
- Lucy Dawidowicz (1915–1990), l'une des premières historiennes américaines de la Shoah ; ses travaux, notamment l'ouvrage The War Against the Jews: 1933–1945 (1975), analysent le contexte politique et social des évènements[3].
- Martin Gilbert (1936–2015), historien britannique, qui a publié de nombreux livres d'histoires sur le sujet.
- Alena Hájková (en) (1924–2012), résistante communiste tchèque, devenue une historienne de premier plan sur la place des Juifs dans la résistance tchécoslovaque.
- Raul Hilberg (1926–2007), spécialiste de sciences politiques américain (né en Autriche) et historien, considéré comme l'un des érudits les plus réputés sur la Shoah.
- Raphael Lemkin (1900–1959), avocat juif polonais qui a forgé le terme « génocide », que les Nations unies adoptent ensuite dans la Convention pour la prévention et la répression du crime de génocide de 1948.
- Primo Levi (1919–1987), chimiste juif italien qui a survécu à sa détention au camp d'Auschwitz et a ensuite publié plusieurs ouvrages.
- Franklin Littell (en) (1917–2009), expert protestant considéré par certains comme le fondateur de l'étude de la Shoah.
- Peter Longerich (né en 1955), professeur d'histoire allemande, auteur et directeur du Research Centre for the Holocaust and Twentieth-Century History à Royal Holloway (université de Londres).
- Léon Poliakov (1910–1997), historien français qui a écrit sur la Shoah et l'antisémitisme.
- Laurence Rees (né en 1957), historien britannique et producteur de films documentaires.
- Gerald Reitlinger (en) (1900–1978), historien de l'art de nationalité britannique, qui a écrit trois ouvrages après la Seconde Guerre mondiale au sujet du Troisième Reich.
- Carol Rittner (en) (née en 1943), professeur d'étude sur la Shoah et les génocides à l'université de Stockholm ; elle est co-autrice du documentaire The Courage to Care (en) et a publié plusieurs travaux sur la Shoah et d'autres génocides.
- Richard L. Rubenstein (en) (1924–2021), expert américain connu pour ses contributions à la théologie après la Shoah.
- R.J. Rummel (1932–2014), expert en science politique et en études sur la Shoah et les génocide, il a forgé l'expressionDémocide ; il a aussi été professeur à l'université de l'Indiana et à Yale University avant d'achever sa carrière l'université d'Hawaï.

## Éducation sur la Shoah
L'éducation sur la Shoah ou l'enseignement de la Shoah est l'effort, dans un cadre formel ou informel, d'enseigner l'histoire de la Shoah. L'enseignement de la Shoah est une approche pédagogique de transmission de l'histoire de la Shoah, en s'appuyant sur un programme scolaire et sur l'étude de manuels relatifs à la Shoah. L'International Holocaust Remembrance Alliance désigne cette pratique comme « enseignement et apprentissage sur la Shoah ».

### Sources
UNESCO, « Education about the Holocaust and preventing genocide », UNESCO